# Érico Cardoso
Érico Cardoso là một đô thị thuộc bang Bahia, Brasil. Đô thị này có diện tích 701,458 km², dân số năm 2007 là 10609 người, mật độ 15,12 người/km².